# Тршебонь
Тршебонь (чеськ. Třeboň), німецькою Віттінгау (нім. Wittingau) — місто й муніципалітет в окрузі Їндржихув Градець Південночеського краю, Чехія.

## Історія

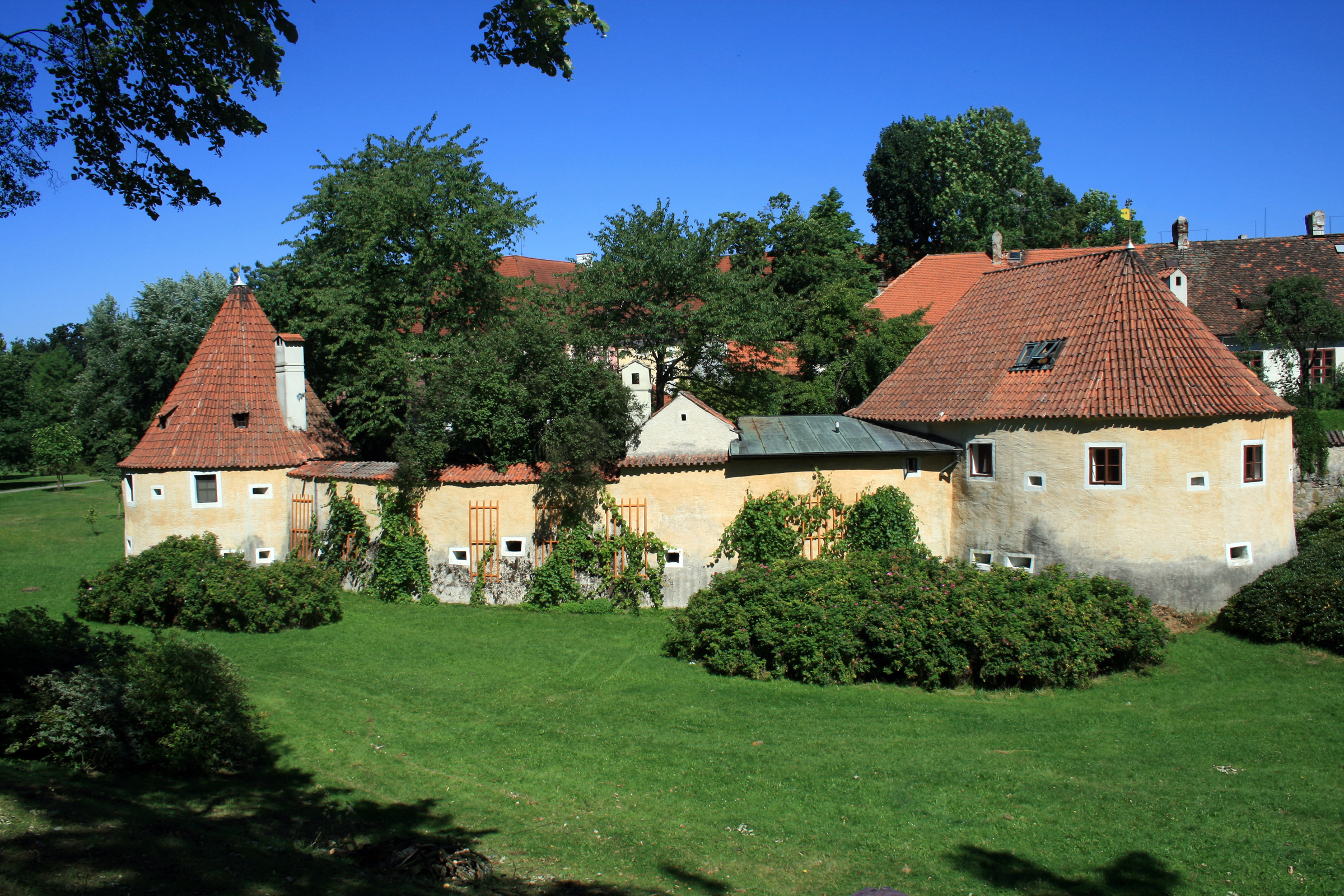
Рештки міських укріплень

Тршебонь було засновано в середині XII століття. 1366 року він перейшов у власність панів з Рожмберка.
Період найбільшого розквіту міста припав на другу половину XV століття за правління Петра IV з Рожмберка (1462—1523). Район навколо міста набув відомості через численні стави, в яких розводили рибу. 1611 року місто перейшло у володіння короля, від якого згодом його отримали князі Шварценберги.
У XIX та XX століттях місто втратило свою колишню значущість.

## Пам'ятки
- Костел святого Іллі та цариці Діви Марії, заснований 1280 року
- костел святої Єлизавети XVI століття
- площа Масарика з барочними будівлями, чумним стовпом і старою ратушею
- Тршебоньський замок
- Тршебоньський монастир
- фортечні вали та стіни средньовічного міста
- усипальниця Шварценбергів у Доманіні
- стави карпового господарства
- пивоварня Regent, заснована 1379[6].

## Міста-побратими
- Інтерлакен, Швейцарія

## Населення
| Рік  | Чисельність | Чисельність |
| ---- | ----------- | ----------- |
| 1869 | 7463        | [ 7 ]       |
| 1880 | 8132        | [ 7 ]       |
| 1890 | 7650        | [ 7 ]       |
| 1900 | 7755        | [ 7 ]       |
| 1910 | 7721        | [ 7 ]       |
| 1921 | 7461        | [ 7 ]       |
| 1930 | 7042        | [ 7 ]       |

| Рік  | Чисельність | Чисельність |
| ---- | ----------- | ----------- |
| 1950 | 6235        | [ 7 ]       |
| 1961 | 6988        | [ 7 ]       |
| 1970 | 7828        | [ 7 ]       |
| 1980 | 8850        | [ 7 ]       |
| 1991 | 9052        | [ 7 ]       |
| 2001 | 9016        | [ 7 ]       |
| 2011 | 8554        | [ 7 ]       |

| Рік  | Чисельність | Чисельність |
| ---- | ----------- | ----------- |
| 2014 | 8481        | [ 8 ]       |
| 2016 | 8394        | [ 9 ]       |
| 2017 | 8366        | [ 10 ]      |
| 2018 | 8349        | [ 11 ]      |
| 2019 | 8253        | [ 12 ]      |
| 2020 | 8217        | [ 13 ]      |
| 2021 | 8150        | [ 14 ]      |

| Рік  | Чисельність | Чисельність |
| ---- | ----------- | ----------- |
| 2021 | 7951        | [ 15 ]      |
| 2022 | 8092        | [ 16 ]      |
| 2023 | 8242        | [ 17 ]      |
| 2024 | 8262        | [ 18 ]      |
| 2025 | 8270        | [ 5 ]       |

| Рік  | Чисельність | Чисельність |
| ---- | ----------- | ----------- |
| 1869 | 7463        | [ 7 ]       |
| 1880 | 8132        | [ 7 ]       |
| 1890 | 7650        | [ 7 ]       |
| 1900 | 7755        | [ 7 ]       |
| 1910 | 7721        | [ 7 ]       |
| 1921 | 7461        | [ 7 ]       |
| 1930 | 7042        | [ 7 ]       |

| Рік  | Чисельність | Чисельність |
| ---- | ----------- | ----------- |
| 1950 | 6235        | [ 7 ]       |
| 1961 | 6988        | [ 7 ]       |
| 1970 | 7828        | [ 7 ]       |
| 1980 | 8850        | [ 7 ]       |
| 1991 | 9052        | [ 7 ]       |
| 2001 | 9016        | [ 7 ]       |
| 2011 | 8554        | [ 7 ]       |

| Рік  | Чисельність | Чисельність |
| ---- | ----------- | ----------- |
| 2014 | 8481        | [ 8 ]       |
| 2016 | 8394        | [ 9 ]       |
| 2017 | 8366        | [ 10 ]      |
| 2018 | 8349        | [ 11 ]      |
| 2019 | 8253        | [ 12 ]      |
| 2020 | 8217        | [ 13 ]      |
| 2021 | 8150        | [ 14 ]      |

| Рік  | Чисельність | Чисельність |
| ---- | ----------- | ----------- |
| 2021 | 7951        | [ 15 ]      |
| 2022 | 8092        | [ 16 ]      |
| 2023 | 8242        | [ 17 ]      |
| 2024 | 8262        | [ 18 ]      |
| 2025 | 8270        | [ 5 ]       |